# Plonévez-Porzay

Plonévez-Porzay este o comună în departamentul Finistère, Franța. În 1 ianuarie 2022 avea o populație de 1.783 de locuitori.